# Liriomyza arctii
Liriomyza arctii este o specie de muște din genul Liriomyza, familia Agromyzidae, descrisă de Spencer în anul 1969. Conform Catalogue of Life specia Liriomyza arctii nu are subspecii cunoscute.